# Tärnaglaciären

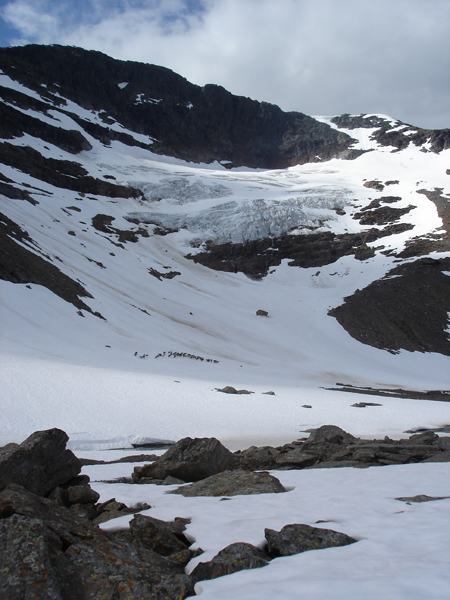

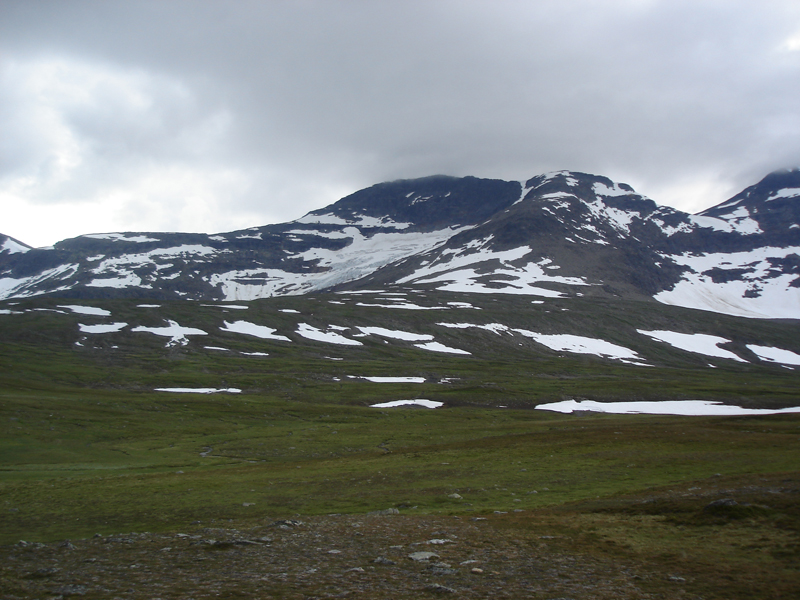

Tärnaglaciären är en av sju glaciärer, som ingår i Norra Storfjället, Hemavan. Glaciären ligger i Vindelfjällens naturreservat, som är ett av Europas största  naturskyddade områden. Av Sveriges cirka 300 glaciärer återfinns åtta i Västerbottens län. Samtliga har mindre ytvidd. Norra Storfjället är ändå rikt på glaciala former, som U-dal,(Syterskalet) ändmoräner, glaciärnischer, älvsrännor och lavinavlagringar. Berggrunden är i huvudsak glimmerskiffrar och fylliter. Mestadelen av området ligger ovanför trädgränsen och har en tydlig högalpin karaktär.
Tärnaglaciären är en relativt liten glaciär, som täcker ca 0,25 km². Trots detta är ytan den mest uppspruckna och detaljrikaste av alla glaciärer i Norra Storfjället. Ismassan är orienterad mot sydost i en ofullbordad nisch på fjället Mohtseretjåhkes (1 644 m ö.h.) östra sluttning. Fronten är högt uppdragen på fjällsidan, med glaciärsjön nedanför. Genom sitt läge är glaciären en mellanform av nisch- och dalglaciär. 
Betraktad från glaciärsjön kan Tärnaglaciären uppfattas som oansenlig. Men vid närmare påseende ger den mer än 20 meter höga isbräckan ett varierat och mäktigt intryck. Berghällarna framför isen är befriade från allt löst material, som ligger samlat i den tio meter breda och 15 meter höga sidomoränen. Den är dessutom flera hundra meter lång, och sträcker sig längs hela Tärnaglaciären upp mot Mohtseretjåhkes branta östsida. Detta visar med vilken kraft ett istäcke kan påverka underlaget.

## Forskarbesök 1910
Geologen Axel Gavelin utförde undersökningar i området omkring 1910. Då fanns glaciärfronten nere vid sjön, på nivån 1 070 m ö.h. I dag ligger den på 1 230 m ö.h., och har således dragit sig tillbaka ungefär 500 meter uppför sluttningen. Det omfattande isfall som fanns här tidigare, är också borta. För att möta ändrade klimatförhållanden, har Tärnaglaciären tvingats till den största reträtten inom Vindelfjällens naturreservat.  Glaciärens läge på en brant sluttning gör den också mer känslig för yttre påverkan. Men om en omsvängning går mot ett kallare klimat, skulle Tärnaglaciären expandera snabbare än någon annan glaciär i området just genom sin stora höjdskillnad på en kort sträcka.
Bågarna av ändmorän vid sjön nedanför glaciären visar att isen täckt sjöytan omkring 1910, i slutet av 1600-talet och omkring år 1150. Ändmoränen är den äldsta bevarade (daterbara) moränavsättning, som påträffats inom Vindelfjällens naturreservat. Den är drygt 3 000 år gammal.